# Ключ (Рязанская область)
Ключ — село в Кораблинском районе Рязанской области. Административный центр Ключанского сельского поселения.

## Географическое положение
Ключ находится в восточной части Кораблинского района, в 12 км к северо-западу от райцентра.

## История
Впервые село упоминается в платёжных книгах Пехлецкого стана в 1594—1597 гг.
В «Списках населённых мест Российской империи» по Рязанской губернии за 1859 год на с. 111 село упоминается как Ключь при речках Рановой и Ключик.
Разместилось село по обоим берегам речки Ключик, которая берёт своё начало из двух источников. Одним из них является так называемый старый источник, что бьёт в лощине Юлина. К этому руслу подключается источник-родник в самом селе Ключ. Эти родники питали речку, и Ключик была полноводной рекой, впадала в Ранову. Со временем река обмелела.
По правому берегу Ключика шла улица Арбат. Она была засажена красивыми садами, за что и получила название. Но с приходом большевиков в Ключе начали громить «богатых» — кузнецов, сапожников, мельников, портных. Семьи сослали в Казахстан, а глав семей объявили врагами народа и посадили в тюрьму, тогда улицу стали называть Бутырки. Сейчас эта улица называется Бутырской.

## Усадьба Ключ

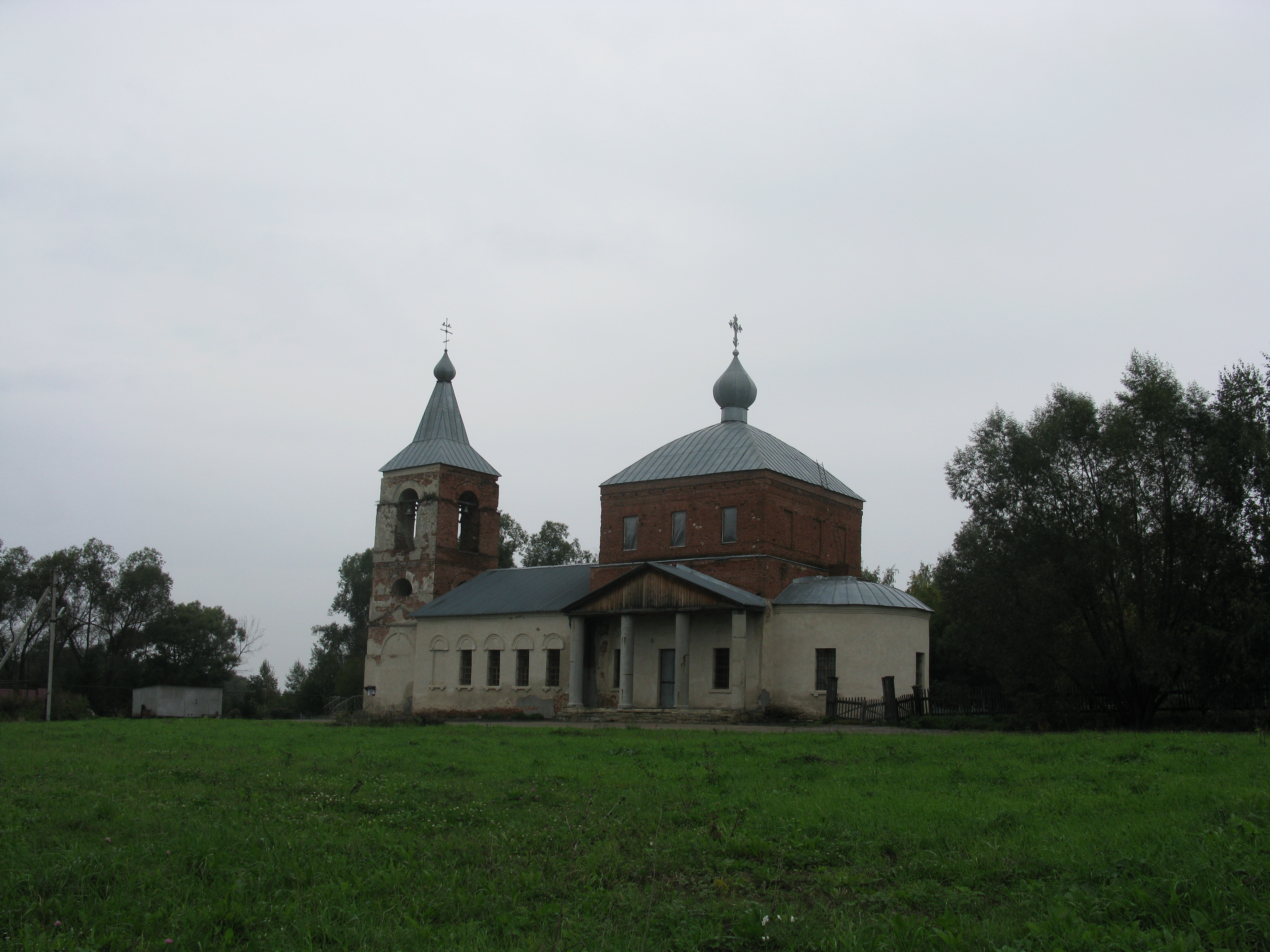
Церковь Воздвижения в селе Ключ

Усадьба основана в конце XVII века. В последней четверти XVIII века принадлежала Президенту Юстиц-коллегии, сенатору, генералу П.Ф. Квашнину-Самарину (1744-1815), женатому на графине А.П. Салтыковой (1731-1830). Во второй половине XIX века поручику И.Д. Стерлигову (1831-1869), женатому на Е.И. Федюкиной (г/р 1851), владевшей усадьбой и в 1910-х годах. В имении Стерлиговых действовал винокуренный завод.
Сохранилась церковь Воздвижения 1826-1834 годов в стиле классицизм (восстанавливается) и рядовые посадки лип.
Супругам П.Ф. и А.П. Квашниным-Самариным принадлежала усадьба Бестужево.

## Население
| 1859 | 1897 | 1906 | 2010 |
| ---- | ---- | ---- | ---- |
| 765  | ↘625 | ↗759 | ↘636 |

## Промышленность
Ключанский спиртзавод
В 1905 году помещик Дмитрий Сергеевич Стерлигов основал винокуренный завод. Построил он его на каменной скале, в недрах которой течёт вода с высоким содержанием серебра и собирается у основания горы, где бьёт ключом родник. Завод начал работу в 1912 году.
К 1970-м годам завод постепенно приходит в упадок. Но в 1972 году главным инженером был назначен Николай Иванович Колесник. С его приходом на заводе началась модернизация: перестроен бродильный цех, через некоторое время построен солодовый цех.
Во время антиалкогольной кампании был построен майонезный цех. Позже в городе Кораблино цех минеральной воды.
Каменный карьер
Севернее села расположен Чигасовский щебёночный карьер, входящий в состав ООО ДПМК «Кораблинская».

## Инфраструктура
Дорожная сеть
Село Ключ является конечным пунктом трассы муниципального значения «Княжое — Ключ».
В 2 км к западу проходит автотрасса муниципального значения «Пехлец — Троица — Пустотино», от которой отходит асфальтированное ответвление до села Ключ.
Уличная сеть
Село состоит из 3 улиц и 1 микрорайона
- Бутырская улица
- Молодёжная улица
- Школьная улица
- Молодёжный микрорайон

Транспорт
Связь с райцентром осуществляется пригородным маршрутом № 138 «Кораблино — Ключ».
Образование
Средняя общеобразовательная школа и детский сад «Ягодка».
Здравоохранение
Фельдшерско-акушерский пункт.